# Turismul în Mexic

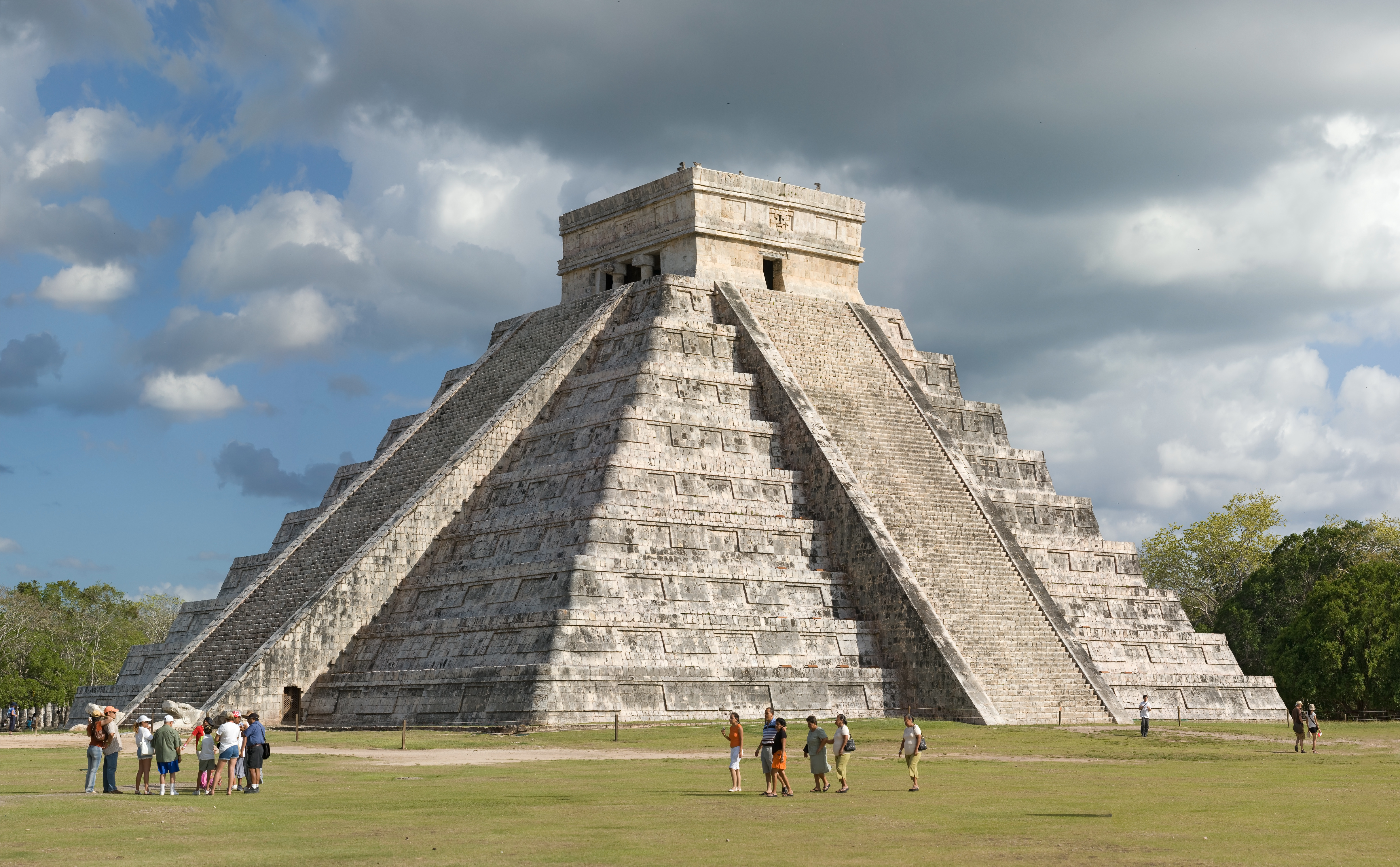
"Castelul" Chichén-Itzá, una din cele șapte minuni ale lumii moderne

Potrivit World Tourism Organization Mexic are unul dintre cele mai dezvoltate sectoare în domeniul turismului. În anul 2005 a fost pe locul 7 în clasamentul celor mai populare destinații de vacanță din jurul lumii, primind peste 20 milioane turiști pe an. 
Cele mai populare puncte turistice sunt ruinele aztece din zona orașului Mexico și stațiunile de pe coastă, dintre care cea mai vestită fiind Acapulco. 
În Yucatan, vizitatorii sunt atrași de ruinele maiașe și de clima și vegetația tropicală.